# 日東交通木更津営業所
日東交通木更津営業所（にっとうこうつうきさらづえいぎょうしょ）は、千葉県木更津市貝渕に位置する日東交通の営業所。

## 沿革
- 1967年12月 - 木更津営業所（貝渕車庫）を現在地に開設。
- 1983年8月 - 平岡車庫を開設。姉ケ崎駅・袖ケ浦駅方面を中心とした路線を管轄する。
- 1997年12月19日 - 東京湾アクアライン開通に伴い、当営業所で高速バスの管轄を開始。
- 2012年12月16日 - 当営業所平田車庫を廃止。平田車庫の管轄路線を富津営業所に移管する。

## 車庫
木更津駅周辺の路線を中心に担当する貝渕車庫（本所）の他に、傘下に袖ケ浦市や市原市の路線を担当する平岡車庫を持ち、2車庫で構成されている。
- 貝渕車庫：千葉県木更津市貝渕2-12-44
- 平岡車庫：千葉県袖ケ浦市野里1425

## 現行路線
（）内は共同運行会社。

### 高速路線（貝渕車庫）
全線が東京湾アクアライン経由での運行となっている。
- 木更津 - 羽田空港線：木更津駅東口 - 袖ケ浦バスターミナル - 木更津金田バスターミナル - 羽田空港（京浜急行バス・東京空港交通・小湊鉄道）
- 木更津 - 品川線：木更津駅東口 - 袖ケ浦バスターミナル - 品川駅東口（京浜急行バス・小湊鉄道）
- 木更津 - 東京線：君津製鉄所 - 木更津駅西口 - （龍宮城スパ・ホテル三日月） - 木更津金田バスターミナル - バスターミナル東京八重洲 - 東雲車庫（京成バス）

2021年7月1日より、一部便の「龍宮城スパ・ホテル三日月」への乗り入れを開始。
2022年9月16日、東京駅八重洲口前の発着をバスターミナル東京八重洲に移転する。
- 木更津 - 東京線：イオンモール木更津 - 木更津駅西口 - 木更津金田バスターミナル - バスターミナル東京八重洲 - 東雲車庫（京成バス）
- 三井アウトレット - 東京線：三井アウトレットパーク - バスターミナル東京八重洲 - 浜松町バスターミナル（京成バス）
- 木更津 - 川崎線：木更津駅東口 - 袖ケ浦バスターミナル - 海ほたる - 浮島バスターミナル - 川崎駅（川崎鶴見臨港バス・小湊鉄道）

当初は川崎市交通局、京浜急行バス、東京湾横断道路サービス（2021年3月31日まで東京ベイサービス）も運行に参加していたが、のちに撤退している。
- かずさアーク・木更津 - 横浜線：かずさアーク - 木更津駅東口 - 袖ケ浦バスターミナル - 横浜駅東口（京浜急行バス・小湊鉄道）
- 君津 - 羽田空港線：君津製鉄所 - 君津駅南口 - 君津市役所 - 君津バスターミナル - 木更津羽鳥野バスストップ - 羽田空港（京浜急行バス）
- 君津 - 東京線：イオンモール富津 - 青堀駅 - 君津駅南口 - 君津市役所 - 君津バスターミナル - 木更津羽鳥野バスストップ - 木更津金田バスターミナル - バスターミナル東京八重洲 - 東雲車庫・浜松町バスターミナル（京成バス）

2022年9月16日、東京駅八重洲口前の発着をバスターミナル東京八重洲に移転する。
- 長浦 - 品川線：長浦駅北口 - 袖ケ浦駅 - 袖ケ浦バスターミナル - 品川駅東口（京浜急行バス・小湊鉄道）

### 一般路線（貝渕車庫）
2016年3月19日より、潮見線・イオンモール木更津線において、先行してPASMOなど交通系ICカード
での運賃支払いが可能となった。。その後、2017年3月20日より、全線で取り扱い範囲が拡大された。IC運賃は原則として1円単位での精算となり、バス利用特典サービスが適用されていたが、2021年5月30日をもって、バス利用特典サービスの適用を終了した。

#### 潮見線・イオンモール木更津線
- 木更津駅西口 - 木更津港 - 木更津消防署 - ソニー前
- 木更津駅西口 - 木更津港 - 木更津消防署 - ソニー入口 - イオンモール木更津 - 君津製鉄所
- 木更津駅西口 - 木更津港 - 木更津消防署 - ソニー入口 - イオンモール木更津
- 木更津駅西口 - 木更津港 - 木更津市民会館前 - イオンモール木更津
- 木更津駅西口 - 木更津港 - 木更津市民会館前 - イオンモール木更津 - 港南台一丁目 - 畑沢マーケット前 - 陽光台 - 君津市役所前 - 君津駅南口
- 君津駅南口 - 君津市役所前 - 陽光台 - 畑沢マーケット前 - 港南台一丁目 - イオンモール木更津

木更津駅から木更津消防署経由でソニー前を結ぶ系統、木更津駅から木更津消防署・ソニー入口・イオンモール・君津製鉄所を結ぶ系統（潮見線）、木更津駅から市民会館・イオンモール・畑沢・君津駅南口を結ぶ系統（イオンモール木更津線）で構成される。2014年10月15日のダイヤ改正により、イオンモール木更津発着の各系統を新設する。 2019年4月1日から君津製鐵所の停留所名が君津製鉄所に変更となった。
潮見線は引き続き土休日は運休となる。イオンモール木更津線は富津営業所との共管。

#### 清見台団地線
- 木更津駅西口 - 木更津市役所朝日庁舎 - 高専前 - 清見台団地（小湊鉄道）
- 木更津駅東口 - 畳ヶ池 - 高専前 - 清見台団地（小湊鉄道）
- 木更津駅東口 - 太田 - 高専裏 - 祇園小前 - 清見台団地（小湊鉄道）

木更津駅から清見台団地を結ぶ路線で、発着場所によってさまざまなルートがある。木更津高専への通学路線の役割も担う。なお、小湊鉄道発行の回数券との共通利用はできない。

#### シーアイタウン線・八幡台ニュータウン線

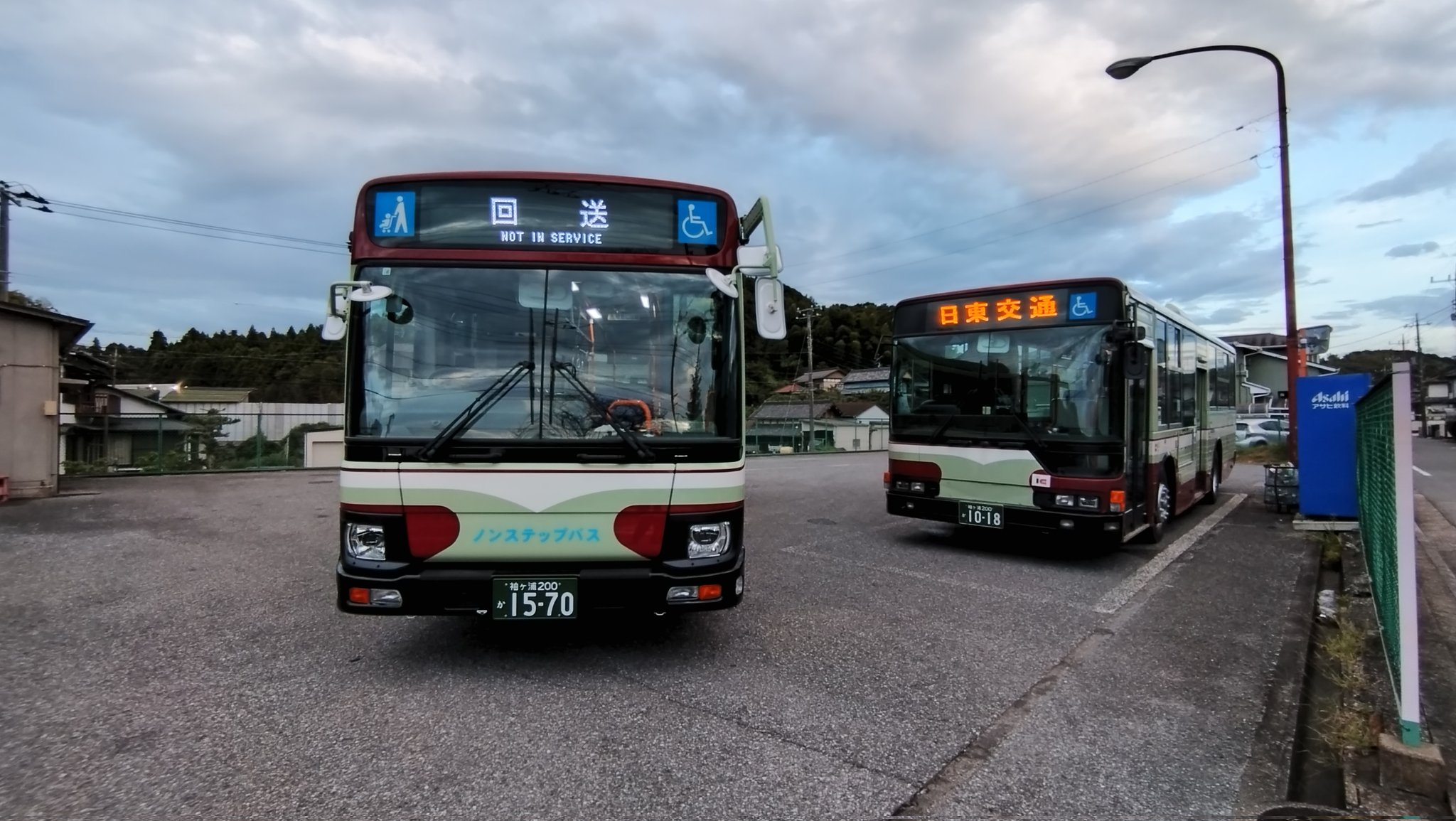
八幡台ニュータウン線 八幡台車庫にて

- 木更津駅東口 - 国道請西 - （君津中央病院） - 大久保 - シーアイタウン
- 木更津駅東口 - 国道請西 - （君津中央病院） - 大久保 - シーアイタウン中央 - 羽鳥野西 - 羽鳥野六丁目 - 八幡台ニュータウン
- 木更津駅東口 - 国道請西 - 大久保 - 下烏田 - 八幡台ニュータウン
- 木更津駅東口 - 国道請西 - 真舟団地 - 八幡台ニュータウン
- 木更津駅東口 - （君津中央病院） - シーアイタウン中央 - 羽鳥野西 - 羽鳥野六丁目 - 八幡台ニュータウン - 真舟団地 - 木更津駅東口（循環）

木更津駅からシーアイタウン・八幡台ニュータウンへ至る路線である。かつては急行（一部区間）として運行していたが、2003年7月15日、両系統の君津中央病院乗入れ（平日の昼間に限り運行する）を機に各駅停車に格下げされた。2010年10月16日より、八幡台ニュータウン線に羽鳥野六丁目、真舟団地を経由する便がそれぞれ新設された。2018年12月1日より、後述の真舟団地・君津中央病院線の新設に伴う路線見直しが実施された。
2021年8月1日より、真舟団地経由、羽鳥野経由を統合した循環系統を新設（日中は循環系統のみの運行となる）。また、八幡台ほたる野線廃止以来約4年ぶりとなる羽鳥野地区への乗り入れが開始された。
循環線は真舟団地先回りをA回り、シーアイタウン先回りをB回りとする。

#### 高倉アカデミア線
- 木更津駅東口 - 太田 - 請西小学校 - 矢那 - かずさ鎌足一丁目北 - かずさアーク - DNA研究所 - かずさ小糸南
- 木更津駅東口 - 太田 - 請西小学校 - 矢那 - かずさアーク - 高倉観音下 - 草敷

木更津駅から鎌足地区・かずさアカデミアパークを結ぶ。運行経路の大半は県道23号を経由する。
2021年10月1日の改正により、旧・高倉線と旧・かずさアカデミアパーク線を統合して、平日は旧・高倉線のルートでかずさ小糸南までの系統、土休日はこれまで通りの高倉線のルートそのままで草敷までの系統となる。

#### 太田循環線
- 木更津駅東口 - 太田 - 木更津総合高校前 - アピタ木更津店 - ほたる野四丁目 - 東太田 - イオンタウン木更津請西 - 請西南 - 請西小学校 - 太田 - 木更津駅東口
- 木更津駅東口 - 太田 - 木更津総合高校前 - 東太田 - イオンタウン木更津請西 - 請西南 - 請西小学校 - 太田 - 木更津駅東口【※早朝・深夜のみ】

木更津総合高校・アピタ木更津店・イオンタウン木更津請西を経由して再び木更津駅に戻る循環路線。2002年1月30日にアピタ木更津店への乗入れを開始したのち（早朝の便はアピタ・ほたる野に入らない）、2011年12月26日よりほたる野四丁目・イオンタウン木更津請西方面へと路線が延伸され、従来片回りのみの運行であったが、同時に両回り運行されるように改めた。
木更津総合高校前先回りをA回り、請西小学校先回りをB回りとする。

#### 真舟団地・君津中央病院線
- 木更津駅東口→国道請西→君津中央病院→紅陵高校下→陣屋下→真舟団地→陣屋下→紅陵高校下→国道請西→木更津駅東口

木更津駅から君津中央病院を経て、真舟団地を結ぶ路線である。
拓大紅陵高校と志学館中等部・高等部への通学路線の役割も担う。真舟地区は陣屋下→真舟団地→富士見台→陣屋下の順に循環運行される。
2018年12月1日より路線見直しに伴い、従前の循環経路を延伸する形で君津中央病院へ乗り入れるようになった。
2021年8月1日より、君津中央病院先回りの片回り循環系統に改められ、真舟団地→君津中央病院の利用はできなくなった。

#### 畑沢線
- 木更津駅西口 - 国道請西 - 君津中央病院 - 畑沢マーケット前 - 陽光台 - 君津市役所 - 君津駅南口

木更津駅と君津駅を結ぶ。国道127号線と新日鐵住金社宅、住宅地が密集する畑沢地区を経由する。富津営業所と共管であるが、平日朝の1往復のみ当営業所が担当する。2003年7月15日、君津中央病院への乗入れを開始する。

### 一般路線（平岡車庫）

#### 姉ケ崎線・桜台団地線

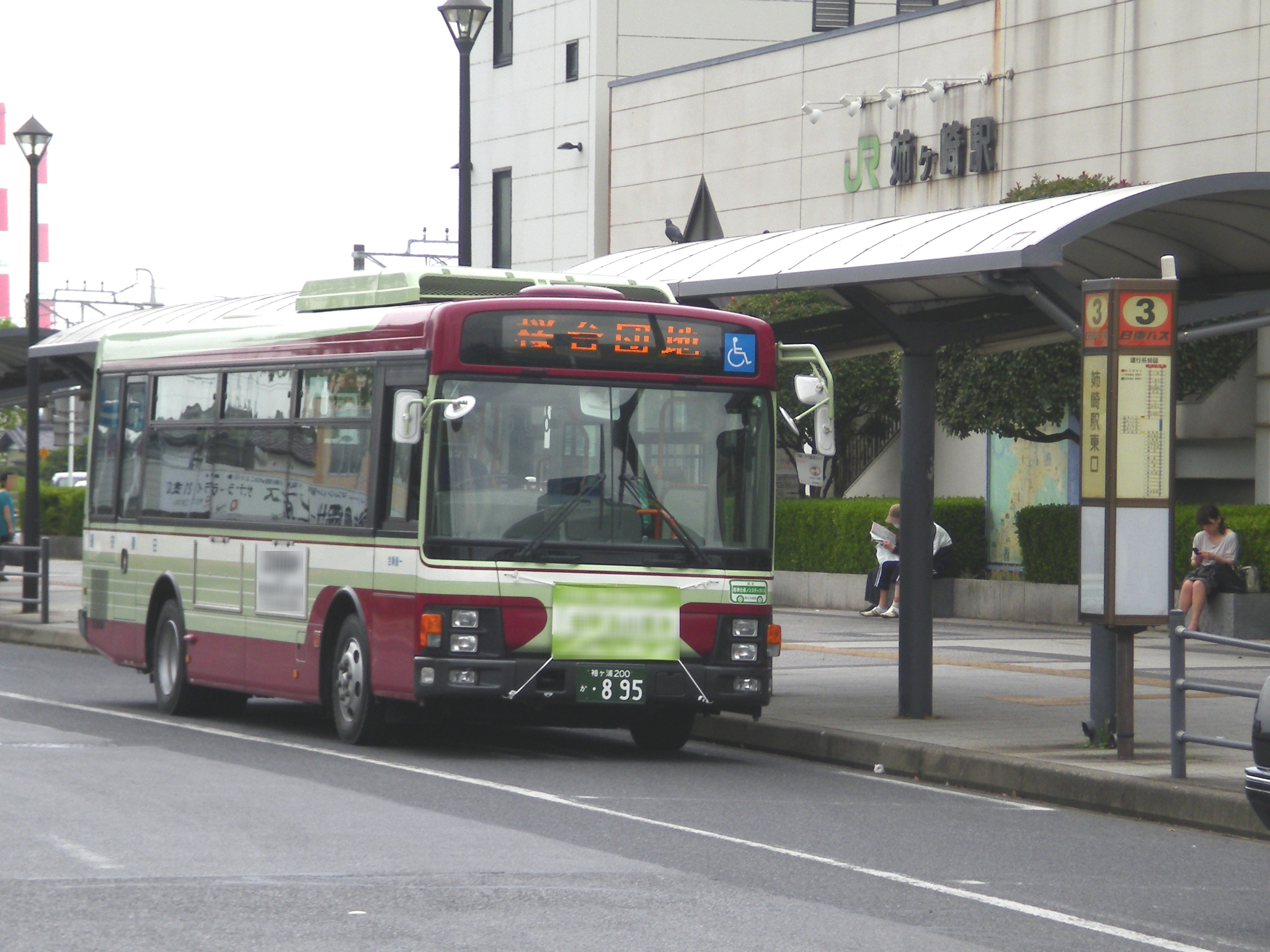
桜台団地線 姉ケ崎駅にて

- 姉ケ崎駅東口 - 迎田 - 有秋台入口 - 深城 - 都立福祉園 - 上泉 - 平岡小前 - 高谷 - 馬来田駅前 - 茅野
- 姉ケ崎駅東口 - 迎田 - 有秋台入口 - 深城 - 桜台中央 - 桜台団地 - 都立福祉園 - 上泉 - 平岡小前 - 高谷 - 馬来田駅前 - 茅野
- 姉ケ崎駅東口 - 迎田 - 有秋台入口 - 深城 - 桜台中央 - 桜台団地

日東交通では希少な市原市に乗り入れる路線。姉ケ崎駅と馬来田駅を結ぶ路線で、ほとんどの区間で県道24号（久留里街道）を経由する。姉ケ崎駅 - 有秋台入口は小湊鉄道の競合区間（小湊鉄道発行の回数券は使用不可）。歴史は古く、戦前の1932年8月1日に永島濬が馬来田村真里 - 姉ヶ崎駅で運行を開始している。その後、桜台団地の造成に伴い桜台団地線（姉ケ崎駅 - 桜台団地）の運行を開始する。2002年6月16日、姉ヶ崎線の一部便が日中を中心に桜台団地へ乗入れ、茅野行きの便が桜台団地を経由するようになった。

#### のぞみ野・長浦線
- 長浦駅 - 槇の実特別支援学校前 - のぞみ野ターミナル - のぞみ野南（小湊鉄道）

長浦駅からのぞみ野団地を結ぶ路線で、2000年5月1日に運行を開始した。平日は午前の便と午後の便で、土休日は1日おきにそれぞれ運行会社が異なる。なお、この路線は袖ケ浦市が運行を主導している関係上、定期券・回数券類は専用のものしか利用できない。

#### のぞみ野・平岡線
- 袖ケ浦バスターミナル - 袖ケ浦駅南口 - 飯富 - 袖ケ浦公園前 - 大曽根 - のぞみ野ターミナル - 上泉 - 平川行政センター
- 袖ケ浦バスターミナル - 袖ケ浦駅南口 - 飯富 - 袖ケ浦公園前 - 大曽根 - のぞみ野ターミナル - 上泉 - 東京ドイツ村
- 袖ケ浦バスターミナル - 袖ケ浦駅南口 - 飯富 - 袖ケ浦公園前 - 大曽根 - のぞみ野ターミナル

袖ケ浦バスターミナル・袖ケ浦駅から根形地区、のぞみ野団地を経由して東横田駅の平川行政センターを結ぶ。のぞみ野ターミナル発着の区間便、東京ドイツ村発着の区間便（平日1往復、土休日3往復）も運行される。ほとんどの区間で県道143号を経由する。
1932年に吉田直なる人物が富岡村下郡 - 中川村横田 - 平岡村野里の運行を開始すると、1934年に石井自動車が楢葉駅（現：袖ケ浦駅） - 根形の運行を開始する。1952年7月4日に、この2つの路線を統合する形で日東交通が平岡線（木更津駅西口 - 楢葉駅 - 平岡小学校）として運行を再開する。その後、のぞみ野団地の造成に伴いのぞみ野線（袖ケ浦駅 - のぞみ野ターミナル）の運行を開始する。
2000年10月16日、急行を廃止すると同時に旧・のぞみ野線（袖ケ浦駅 - のぞみ野ターミナル）と旧・平岡線（袖ケ浦駅 - 平川行政センター）を統合、線名をのぞみ野・平岡線に改める。2010年1月16日より袖ケ浦駅 - 袖ケ浦バスターミナル間が延長された。
2014年6月1日、土休日に限り東京ドイツ村発着便を設定。平川行政センター発着は土休日運休となる。2017年4月16日より東京ドイツ村発着を平日にも1往復設定。

#### 馬来田線
- 木更津駅東口 - 太田 - 清見台東 - 清川駅前 - 横田 - 東横田

木更津駅から清見台・横田を経由して東横田を結ぶ。ほとんどの区間で国道409号を経由し、東横田寄りの一部区間はJR久留里線と並行している。
2011年10月1日より、祇園踏切 - 溝下間の運行経路変更と停留所新設が行われたが、これは先に廃止された笹子系統の代替も兼ねている。
2021年10月1日をもって東横田 - 茅野間を廃止。路線名の「馬来田」はかつて東横田より先の馬来田・茅野方面を結んでいたことに由来する。

### コミュニティ路線

#### 中郷線
- 木更津駅東口 - 畳ヶ池 - 西山 - 中郷小前 - 木更津スポーツヴィレッジ

2021年7月1日、中郷・富岡線の木更津スポーツヴィレッジ - 草敷回転場の間を廃止に伴い、路線名の変更を実施。

### その他

#### 東京ドイツ村シャトルバス
- 袖ケ浦駅南口 - 東京ドイツ村（千葉中央バス・小湊鉄道）

東京ドイツ村イルミネーション開催期間（毎年11月下旬から翌年4月上旬まで）に運行される直行の臨時バスで、原則として同社の単独運行だが、繁忙期に限っては千葉中央バス及び小湊鉄道も運行に参画する。

#### 房総さとやまGO（実証運行）
- 久留里駅 - 亀山・藤林大橋 - 七里川温泉 - 老川 - 弘文洞入口 -  養老渓谷駅 - 上総中野駅 （小湊鉄道）

君津市・市原市・大多喜町からの受託で実証運行する周遊型路線である。
従来、バス路線が通じていなかったJR久留里線と小湊鉄道、いすみ鉄道の連絡による観光ルート開拓を目的に春期・秋期の観光シーズンを中心に実証運行している。2016年秋期（9月下旬 - 12月上旬）より運行を開始し、2017年には上総中野駅まで路線が延伸された。土休日のみ運行。

## 過去の路線

### 廃止・休止路線
表記の運行区間・共同運行会社は、廃止・撤退・移管時点のものである。
- 君津 - 新宿線【新宿君津号】：君津駅南口 - 君津市役所 - 君津バスターミナル - 木更津羽鳥野バスストップ - バスタ新宿（JRバス関東）

2021年7月22日、新宿なのはな号が君津バスターミナルを経由する形で統合。君津駅南口・君津市役所・杢師4丁目での発着を取りやめる。
- 袖ケ浦 - 川崎線：袖ケ浦駅 - 高速金田 - 海ほたる - 浮島バスターミナル - 川崎駅（東京ベイサービス・川崎鶴見臨港バス・川崎市交通局・京浜急行電鉄・小湊鉄道）

1999年6月3日に袖ケ浦市の要望により運行を開始するも、2002年11月1日に廃止された。
- 木更津 - 成田空港線：木更津駅西口 - 木更津金田バスターミナル - 市原鶴舞バスターミナル - 成田空港（京成バス・小湊鉄道）
- 木更津 - 成田空港線：木更津駅西口 - 木更津金田バスターミナル - 三井アウトレットパーク - 市原鶴舞バスターミナル - 成田空港（京成バス・小湊鉄道）

2014年7月23日、圏央道・市原鶴舞バスターミナル経由を廃止。
- 君津 - 成田空港線：君津駅南口 - 君津バスターミナル - 市原バスターミナル - 成田空港（京成バス・小湊鉄道）

2014年7月23日廃止。
- 中郷線：木更津駅東口 - 畳ヶ池 - 西山 - 中郷小前 - 谷中 - のぞみ野ターミナル

2001年10月1日廃止。平岡車庫が担当していた。富岡循環線と統合され、現在は中郷・富岡線（木更津市代替バス）として運行されている。
- 富岡循環線：木更津駅東口 - 太田 - 清川駅前 - 横田 - 富岡公民館 - 草敷 - 矢那 - 太田 - 木更津駅東口

2001年10月1日廃止。貝渕車庫が担当していた。中郷線と統合され、現在は中郷・富岡線（木更津市代替バス）として運行されている。
- 富岡循環線：木更津駅東口 - 太田 - 請西小学校 - 矢那 - 草敷 - 戸崎 - 徳島屋前 - 久留里駅

2001年10月1日廃止。貝渕車庫が担当していた。
- 君津中央病院線：木更津駅東口 - 君津中央病院

2003年7月15日廃止。貝渕車庫が担当していた。同病院の移転により国道127号上を通る全路線が病院前まで乗り入れることになったため廃止された。同病院の移転まで、その他の路線は病院内へ乗り入れず、国道上の「中央病院下」（現・桜井谷）で発着していた。
- 清見製鐵線：清見台団地 - 高専前 - 畳ヶ池 - 二小前 - 桜井 - 東門入口 - 君津製鐵所

2007年12月1日廃止。貝渕車庫が担当していた。清見台団地から君津製鐵所への通勤を目的とした路線で、朝の君津製鐵所行と夕方の清見台団地行の1往復が運行され、木更津駅を経由しない路線だった。清見台団地からは現在、君津営業所の担当により君津製鐵所までの送迎バスが運行されている。
- 笹子線：木更津駅東口 - 畳ヶ池 - 三中前 - 清川一丁目 - 日の出町入口 - 笹子

2011年4月1日廃止。平岡車庫が担当していた。現在は馬来田線の一部区間がルート変更され、当路線のルートを一部運行している。
- 八幡台ほたる野線：八幡台ニュータウン - 羽鳥野バスストップ前 - 羽鳥野西 - イオンタウン木更津請西 - 八幡台ニュータウン
- 八幡台ほたる野線：八幡台ニュータウン - 羽鳥野バスストップ前 - 羽鳥野西 - イオンタウン木更津請西 - 清見台中央公園南 - アピタ木更津店

2013年11月1日に運行開始。当社初の「生活支援型路線バス」として、八幡台ニュータウンから羽鳥野・請西東地区を循環して八幡台ニュータウンに戻ってくる循環系統と、八幡台ニュータウンから羽鳥野・請西東・清見台・ほたる野地区を経由してアピタ木更津店を結ぶ系統の2路線で構成され、木更津駅を結ばない路線となっていた。乗客数の伸び悩みにより、2017年9月1日をもって運行休止された。
- イオンモール木更津請西線：清見台団地 - 木更津総合高校前 - 東太田 - イオンタウン木更津請西 - 真舟団地 - 国道請西 - 木更津消防署 - イオンモール木更津

2014年10月20日から運行開始。清見台団地から太田地区・請西地区・真舟団地・木更津消防署を経由してイオンモール木更津を結ぶ路線であったが、乗客数の伸び悩みにより、2019年9月1日をもって運行休止された。
- 【急行】マザー牧場線：木更津駅東口 - マザー牧場

季節運行路線（3月 - 11月の土曜・休日と春休み・盆休み）。直行のため、途中停車しなかった。当営業所平田車庫の廃止に伴い、2013年春より貝渕車庫で担当していたが、2016年11月1日より君津駅 - マザー牧場線の運行開始に伴い、運行休止となる。
- 袖ケ浦市循環バス「ガウラ号」 
  - 赤コース：平川行政センター - 上泉 - 出光社宅 - 上泉 - 谷中 - 大鳥居 - 平川行政センター
  - 青コース：平川行政センター - 大鳥居 - 平川行政センター - 川原井 - 平岡公民館 - 平川行政センター - 大鳥居 - 平川行政センター
  - 黄コース：平川行政センター - 富岡分館 - 中川橋 - 平川行政センター - 富岡分館

2003年10月6日、袖ケ浦市からの委託を受けて運行を開始すると、2005年9月5日に青ルートの運行経路の見直しを実施する。曜日（月曜 - 土曜）により運行コースが異なっていた。平川地区でのデマンドタクシーの運行開始に伴い、2010年9月30日をもって運行を終了し、日東交通への運行委託を終了した。
- 中郷・富岡線：木更津駅東口 - 畳ヶ池 - 西山 - （東邦病院前） - 中郷小前 - 谷中 - 富岡公民館 - 戸崎 - 草敷回転場

2021年7月1日廃止。2001年10月1日、旧・中郷線、旧・富岡循環線の廃止に伴う代替として、木更津市からの委託を受けて運行開始。運行は平岡車庫が担当していた。一部の便は溝下（現・東邦病院前）を経由して運行していた。
2014年9月3日から2017年7月28日までは、富川橋の橋梁架け替え工事に伴い、途中に臨時停留所（「百目木公園」停留所）を設けたうえで、大坪 - 下根岸間を迂回運行した。工事の終了に伴い、2017年7月29日より元のルートに戻された。
- かずさアカデミアパーク線：木更津駅東口 - 太田 - 木更津総合高校前 - ほたる野 - かずさ鎌足一丁目北 - かずさアーク - DNA研究所 - かずさ小糸南

2004年5月6日に運行を開始。木更津駅から木更津総合高校・ほたる野を経由してかずさアカデミアパークを結んでいたが、2021年10月1日の改正によるルート変更で高倉アカデミア線となる。
- 木更津市街地循環線（実証運行）
- 木更津駅東口 - 木更津市役所朝日庁舎 - 高専前 - アピタ木更津店 - 木更津総合高校前 - イオンタウン木更津請西 - 真舟団地 - 君津中央病院 - 木更津駅東口

木更津市からの委託による実証実験として、2023年1月31日までの期間にわたり運行された。市役所朝日庁舎・アピタ木更津店先回りをA回り、君津中央病院先回りをB回りとする。

### 撤退・移管路線
- 木更津 - 成田空港線：木更津駅西口 - 木更津金田バスターミナル - 市原バスターミナル - 成田空港（小湊鉄道）
- 木更津 - 成田空港線：木更津駅西口 - 木更津金田バスターミナル - 三井アウトレットパーク - 市原バスターミナル - 成田空港（小湊鉄道）

2013年4月28日に京成バス・小湊鉄道と共同で運行開始。
2017年6月1日京成バスが撤退。
2019年9月1日撤退。小湊鉄道の単独運行となる。
- 木更津 - 鴨川線：木更津駅東口 - かずさアーク - 東粟倉 - ロマンの森共和国 - 安房鴨川駅 - 亀田病院（鴨川日東バス）

急行系統。2002年4月1日撤退。貝渕車庫が担当していた。共管相手の鴨川日東バスは継続している。
- 金田線：木更津駅西口 - 航空隊前 - 江川 - 這松 - 瓜倉 - 金田（小湊鉄道）
- 金田線：木更津駅西口 - 航空隊前 - 江川 - 這松 - 瓜倉 - 小櫃橋 - 袖ケ浦駅（小湊鉄道）
- 金田線：木更津駅西口 - 航空隊前 - 巌根駅 - 高柳 - 小櫃橋 - 金田（小湊鉄道）

2005年7月1日撤退。貝渕車庫が担当していた。小湊鉄道は運行を継続。同時に金田 - 袖ケ浦駅を廃止。
- 富津線：木更津駅西口 - 桜井 - 新日鐵正門入口 - 青堀駅 - 新井 - 富津公園
- 富津線：木更津駅西口 - 桜井 - 青堀駅 - イオンモール富津 - 新井 - 富津公園

2009年10月1日、富津営業所の単独担当となり受け持ちがなくなる。同時にイオンモール富津への乗入れを廃止。貝渕車庫が担当していた。
- 三島線：木更津駅西口 - 君津中央病院 - 法木作 - 君津バスターミナル - 中島

2012年12月16日、平田車庫の廃止により富津営業所に移管された。
- 周西線：君津製鐵所 - 君津駅南口 - 杢師四丁目 - 法木作 - 君津バスターミナル - 中島
- 周西線：君津駅南口 - 上総高校【急行】

2012年12月16日、平田車庫の廃止により富津営業所に移管された。
- 三井アウトレットパークBT線：三井アウトレットパーク - 木更津金田バスターミナル（小湊鉄道）
- 三井アウトレットパークBT線：袖ケ浦バスターミナル - 三井アウトレットパーク - 木更津金田バスターミナル（小湊鉄道）

2012年4月12日より運行開始、木更津金田バスターミナル、袖ケ浦バスターミナル発着の高速バスと三井アウトレットパーク木更津を連絡する路線として小湊鉄道と共同で運行開始。2017年より貝渕車庫（本所）より平岡車庫に移管されたが、2019年9月1日をもって撤退して、小湊鉄道の単独運行となる。

## 車両
一般路線車は国内4メーカーを揃えている。同社営業所の中でも、特に当営業所は配属車両が最も多い（貝渕・平岡合わせて）。また、JERA富津火力発電所の特定（限定）輸送を受託しているため、ここに記載した以外の車種（主に日産ディーゼル車）も在籍している。
- いすゞ自動車
  - エルガ・エルガミオ（一般路線用）、ガーラ（高速路線用）

- UDトラックス/日産ディーゼル
  - スペースランナーRM・RN（一般路線用）、スペースアロー（高速路線用）

- 日野自動車
  - リエッセ（中郷・富岡線用）、セレガ（高速路線用）

- 三菱ふそう
  - エアロミディMK・エアロミディMJ・エアロスター（一般路線用）、エアロバス・エアロエース（高速路線用）

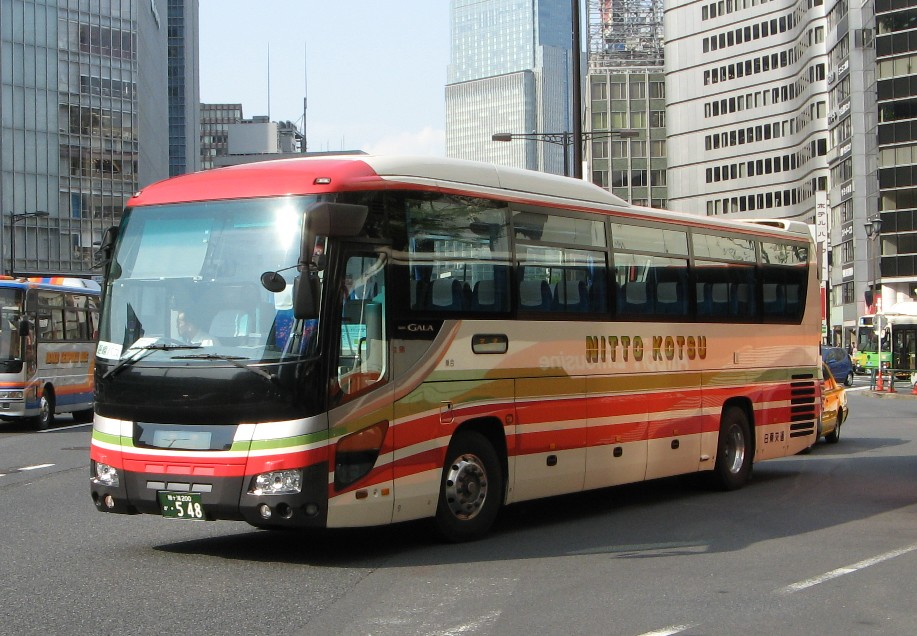
同営業所所属の高速路線車 （いすゞ・ガーラ）
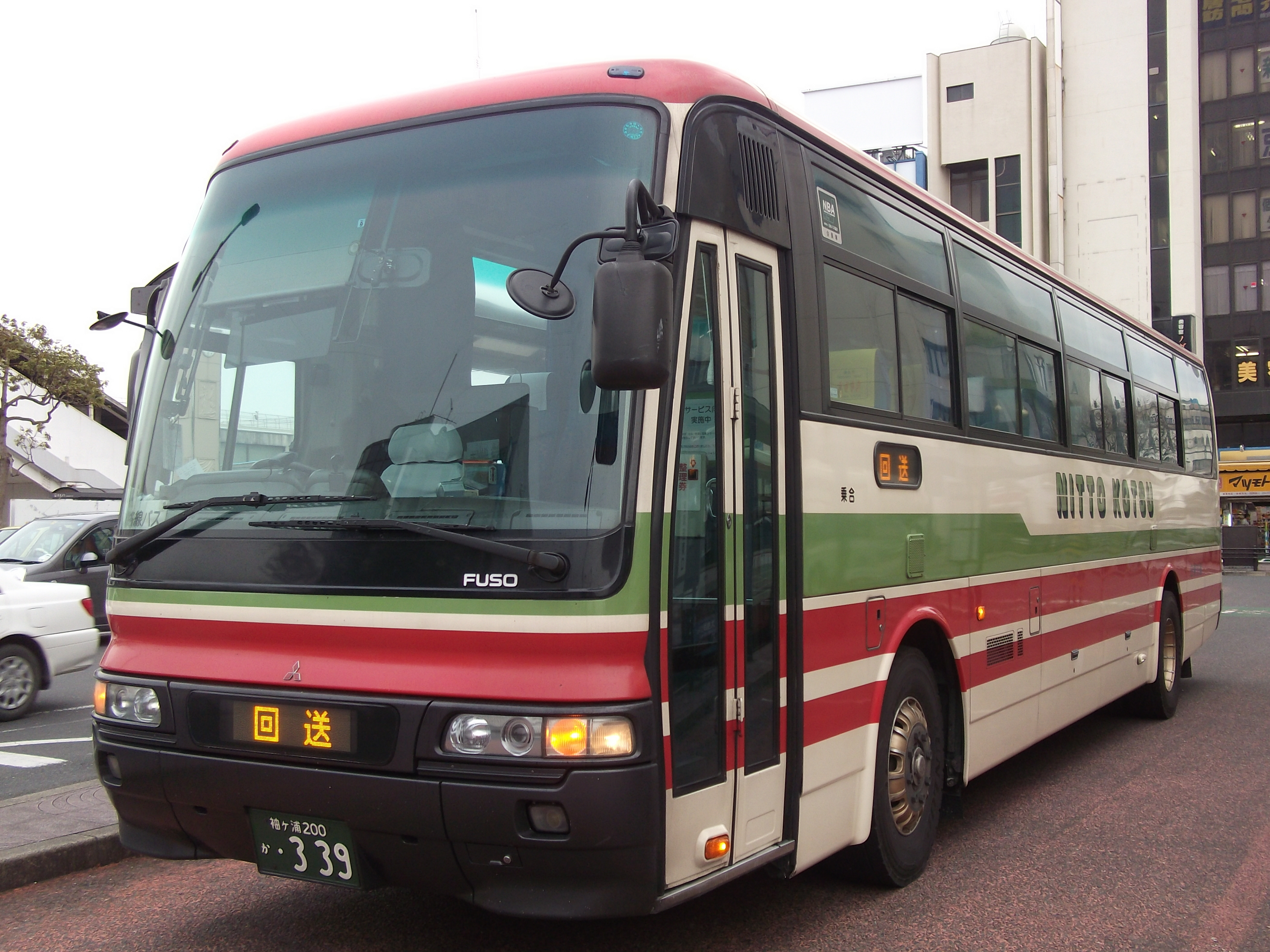
同営業所所属の高速路線車 （三菱ふそう・エアロバス）
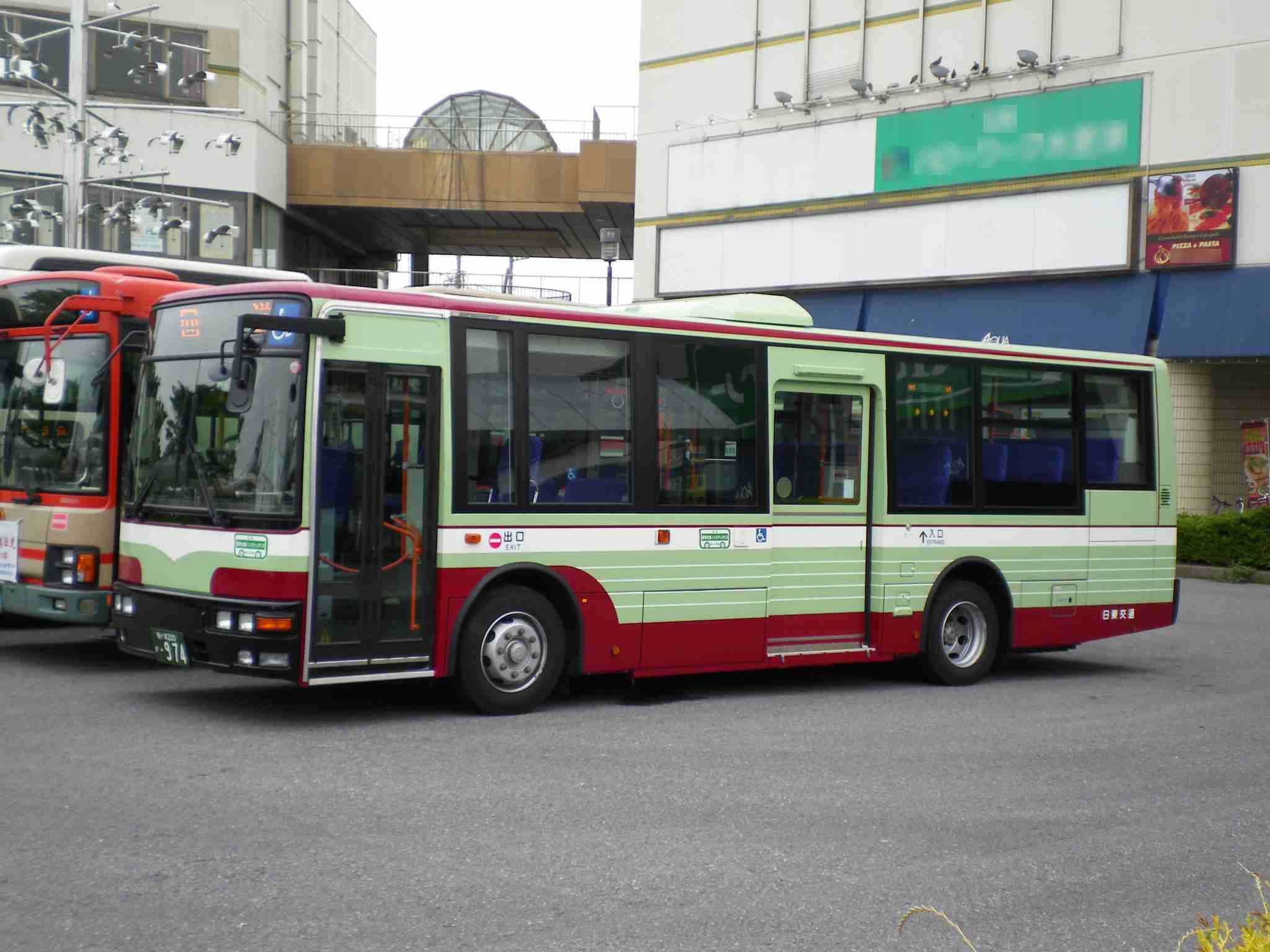
同営業所所属の一般路線車 （三菱ふそう・エアロミディMK ノンステップバス）
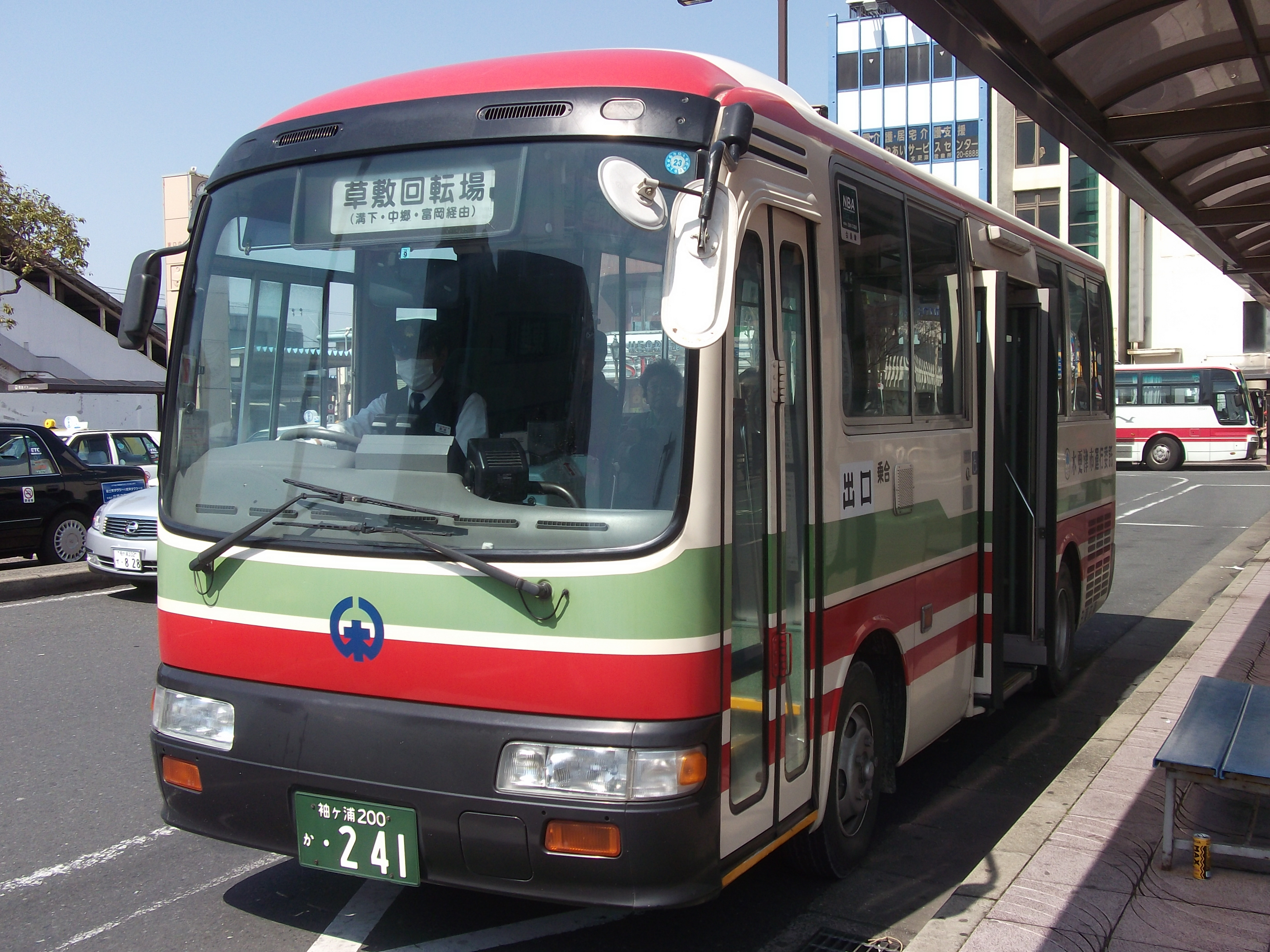
中郷・富岡線 （日野・リエッセ）